# Miranda do Norte
Pour les articles homonymes, voir Miranda.
Miranda do Norte est une municipalité brésilienne située dans l'État du Maranhão.